# Папуша (фільм)
«Папуша» (пол. Papusza) — кінофільм режисерів Йоанни Кос-Краузе та Кшиштофа Краузе, що вийшов на екран у 2013 році. Стрічка розповідає про життя польської ромської поетеси Папуші (Броніслави Вайс).

## Сюжет
На початку 1920-х років юна циганка, яку всі називають Папушою, навчається грамоті в єврейської торговки. Це не знаходить схвалення у таборі, адже вважається, що уміння читати — це чортівські забаганки. Сама Папуша невдовзі теж починає вважати грамотність своїм прокляттям і бачить у собі винуватицю всіх бід, що відбуваються з її народом, — нападів на табір, переслідувань з боку нацистів тощо. Після війни серед ромів з'являється молодой літератор Єжи Фіцовський, який переховується від влади. Він проводить з табором два роки й відкриває в Папуші поетечний дар. Повернувшись у великий світ, Фіцовський продовжує підтримувати з нею листування і з часом друкує декілька її віршів, принісши їй славу й відомість. Однак коли виходить його книга, присвячена історії польських ромів, представники цього народу звинувачують Папушу в тому, що вона видала їхні таємниці. Поетеса гостро сприймає ці події і невдовзі опиняється у божевільні.

## У ролях
- Йовіце Будник — Папуша
- Антоні Павлицький — Єжи Фіцовський
- Збігнєв Валерись — Діонізі Вайс, чоловік Папуші
- Артур Стеранко — лейтенант Чарнецький
- Себастьян Весоловський — Тарзан, син Папуші
- Патрик Дітлов — Тобар
- Анджей Вальден — Юліан Тувім
- Леокадія Бжезинська — Река
- Палома Мірга — молода Папуша
- Кароль Парно Герліньський — циганський барон

## Нагороди і номінації
- 2013 — спеціальна згадка на кінофестивалі у Карлових Варах.
- 2013 — три призи Вальядолідського кінофестивалю: кращий режисер (Йоанна Кос-Краузе і Кшиштоф Краузе), кращий актор (Збігнев Валерись), приз молодіжного журі за кращий фільм.
- 2013 — премія «Відкриті обрії» на кінофестивалі у Салоніках.
- 2014 — спеціальний приз журі Стамбульского кінофестивалю.
- 2014 — 4 національні премії «Орли»: краща музика (Ян Канти Павлускевич), краща операторська робота (Кшиштоф Птак, Войцех Старонь), краща робота художника (Анна Вундерліх), кращі костюми (Барбара Сікорська-Буффаль). окрім того, стрічка була номінована у категорії «краща актриса» (Йовіце Будник).